# Olperer
L'Olperer és una muntanya de 3.476 m en els Alps de Zillertal en l'estat federal austríac de Tirol. És el cim principal dels Alps del Tux i és sovint travessat a l'estiu pels escaladors des de l'Olperer Hütte al Geraer Hütte. Va ser escalat per primera vegada el 10 de setembre de 1867 pel costat sud-est (Südostgrat) per Paul Grohmann, Georg Samer i Gainer Jackl. En el seu flanc nord hi ha la glacera de Hintertux.

## Ubicació i àrea
L'Olperer, amb el seu cim piramidal, té un aspecte cridaner. Per això i a causa de la seva prominència sobre els cims propers, és un punt de visualització popular. S'estén aproximadament quatre quilòmetres cap al nord-oest del Schlegeisspeicher i set quilòmetres al sud de Hintertux. Els seus veïns són, al nord i separat pel Wildlahnerscharte (3.220 m), el Großer Kaserer a 3.266 metres, al sud-est, la cresta Fußstein (3.381 m) i, al nord-est, separat per la glacera Großes Riepenkees, seguint els cims bessons del Gefrorene-Wand-Spitzen, el cim sud a una alçada de 3.270 metres.

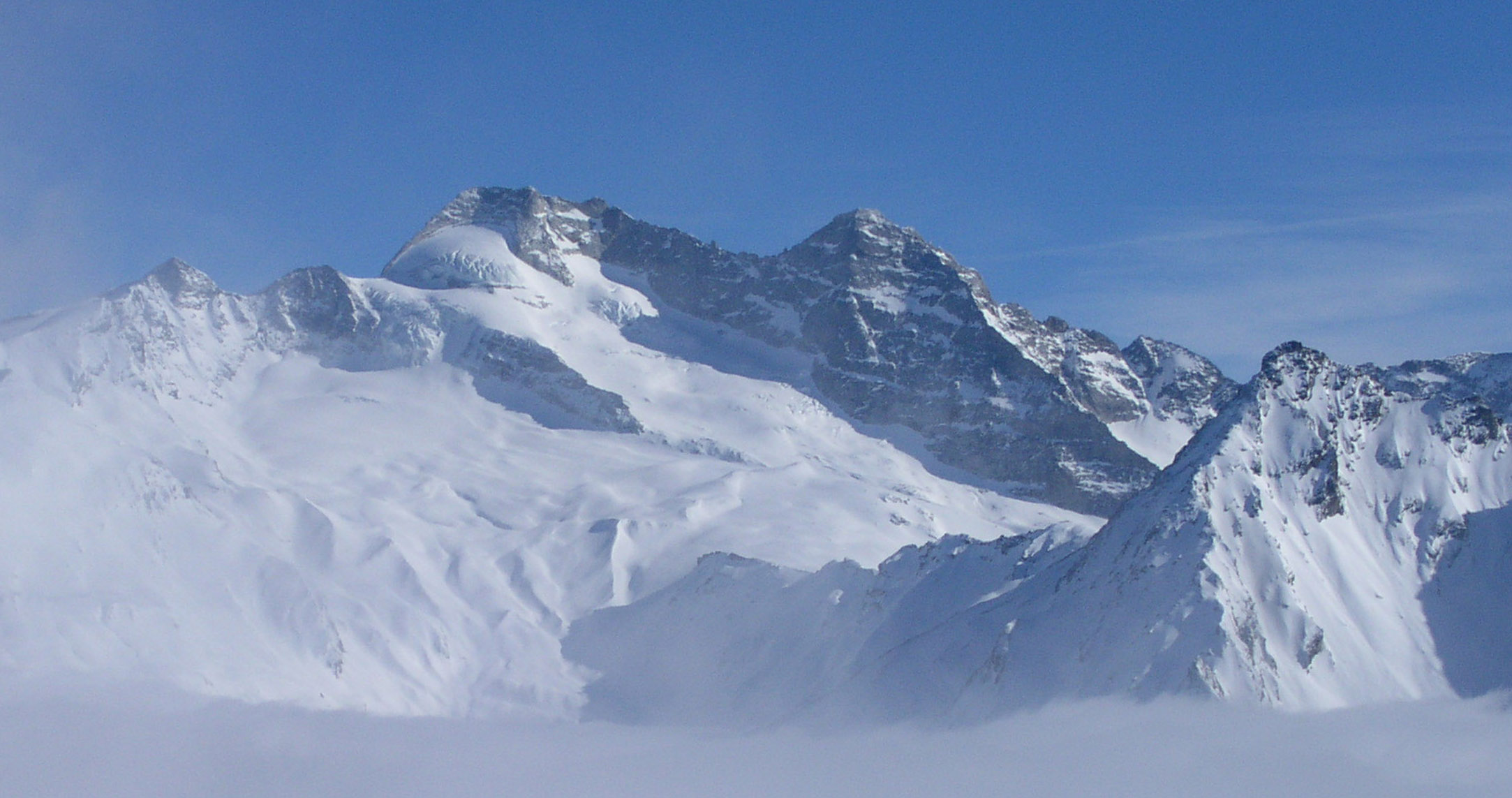
Vista del nord-oest: el Fußstein
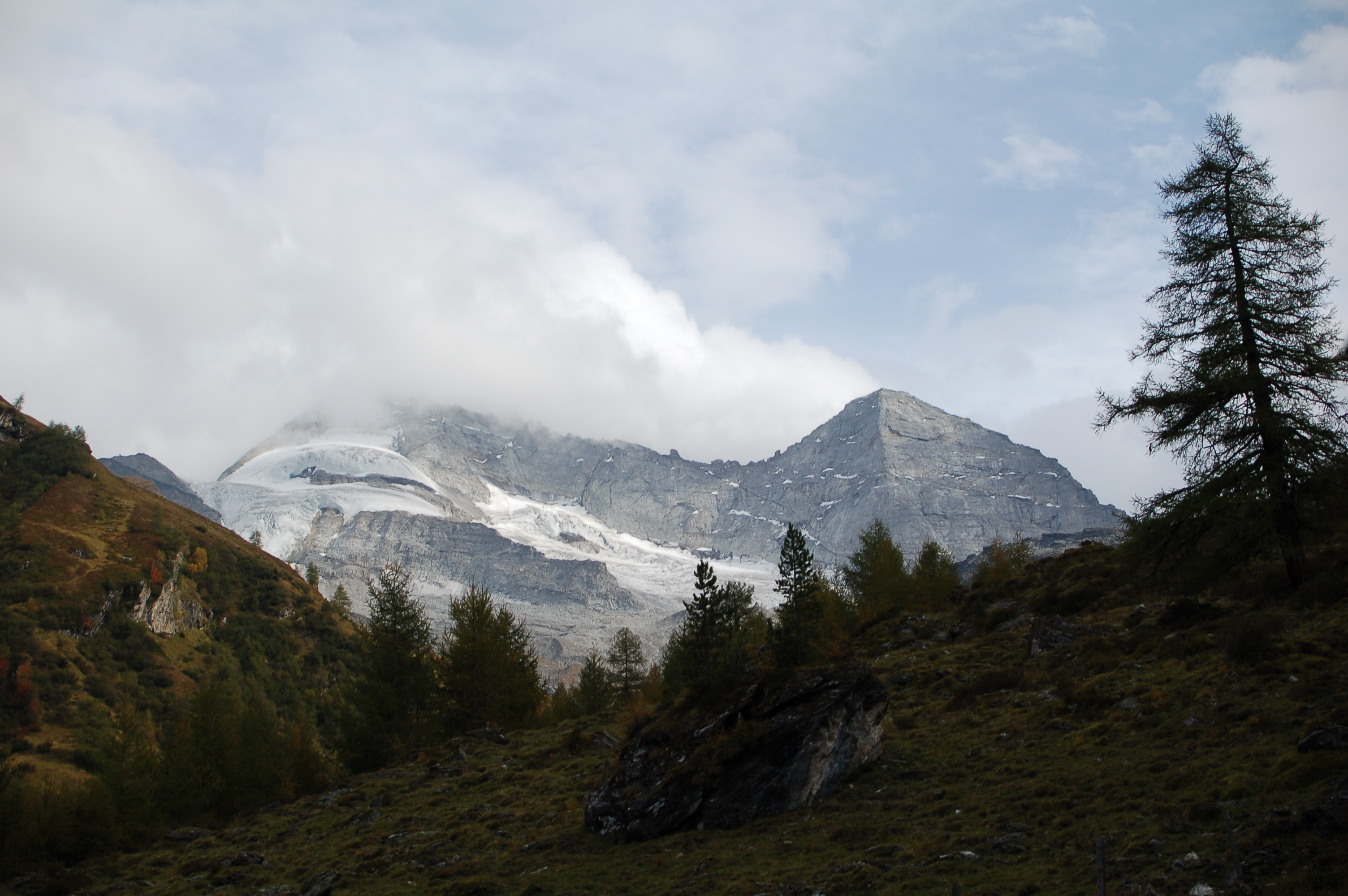
L'Olperer i el Fußstein. Vista de Wildlahnertal prop de Schmirn
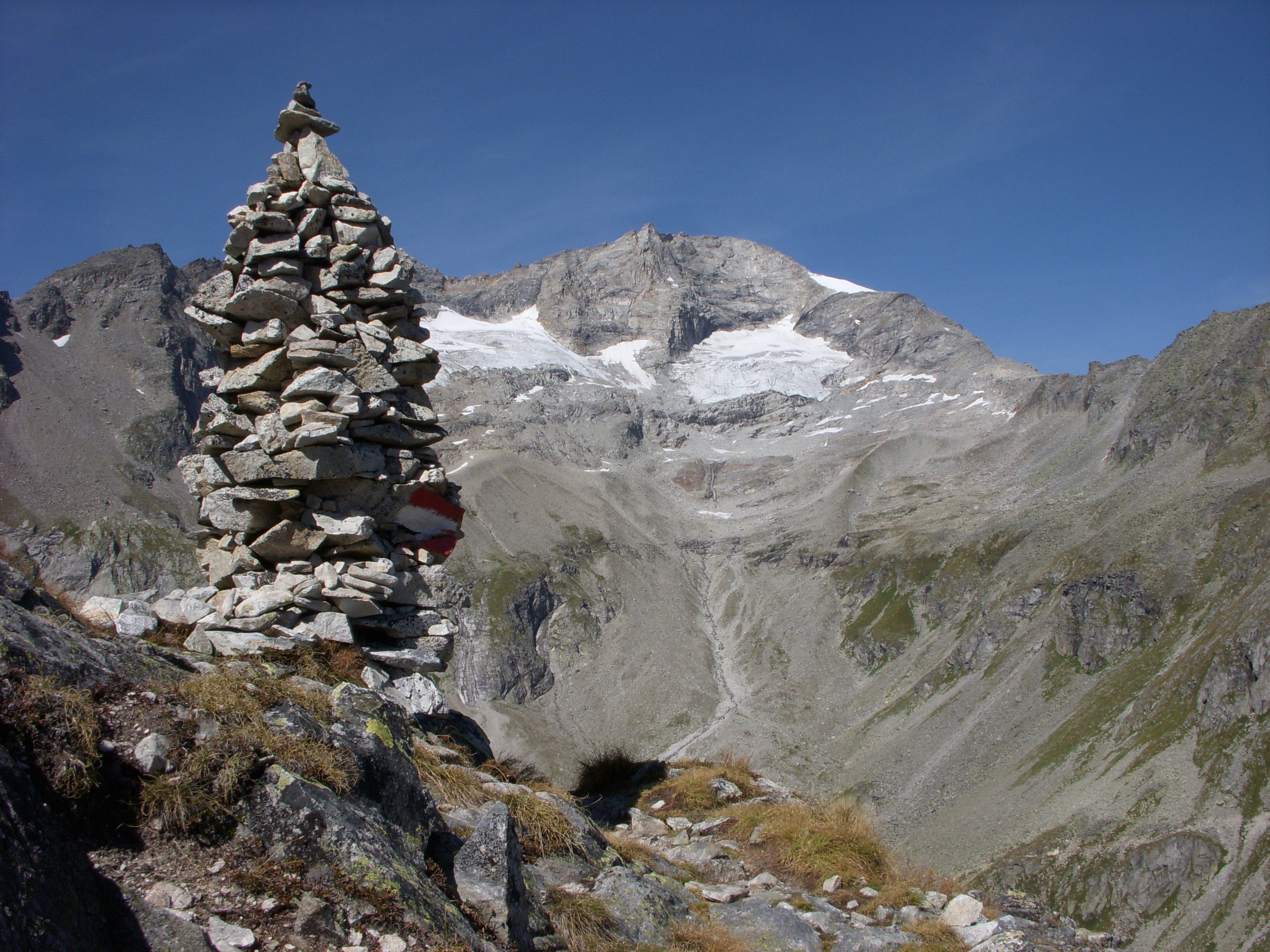
Cara del sud de l'Olperer